# Willem Hubert van Blijenburgh
Willem Peter Hubert van Blijenburgh (Zwolle, 1881. július 11. – Bilthoven, 1936. október 14.) olimpiai bronzérmes holland párbajtőr- és kardvívó.